# Bakałarzewo (gemeente)
De gemeente Bakałarzewo is een landgemeente in het Poolse woiwodschap Podlachië, in powiat Suwalski. De zetel van de gemeente is in Bakałarzewo.
Op 30 juni 2004 telde de gemeente 3087 inwoners.

## Oppervlakte gegevens
In 2002 bedroeg de totale oppervlakte van gemeente Bakałarzewo 123,01 km², waarvan:
- agrarisch gebied: 75%
- bossen: 14%

De gemeente beslaat 9,41% van de totale oppervlakte van de powiat.

## Demografie
Stand op 30 juni 2004:
| Omschrijving                   | Totaal | Totaal | Vrouwen | Vrouwen | Mannen | Mannen |
| ------------------------------ | ------ | ------ | ------- | ------- | ------ | ------ |
| eenheid                        | aantal | %      | aantal  | %       | aantal | %      |
| inwoners                       | 3087   | 100    | 1502    | 48,7    | 1585   | 51,3   |
| bevolkingsdichtheid (inw./km²) | 25,1   | 25,1   | 12,2    | 12,2    | 12,9   | 12,9   |

In 2002 bedroeg het gemiddelde inkomen per inwoner 1463,82 zł.

## Sołectwa gminy Bakałarzewo
- Aleksandrowo
- Bakałarzewo
- Gębalówka
- Góra
- Kamionka Poprzeczna
- Karasiewo
- Klonowa Góra
- Konopki
- Kotowina
- Malinówka
- Maryna
- Matłak
- Nieszki
- Nowa Kamionka
- Nowa Wieś
- Nowy Dwór
- Nowy Skazdub
- Orłowo
- Płociczno
- Podwólczanka
- Sadłowina
- Słupie
- Sokołowo
- Stara Chmielówka
  - Podgórze
- Stara Kamionka
- Stary Skazdub
- Suchorzec
- Wólka
  - Podrabalina
- Wólka-Folwark
- Zajączkowo
- Zajączkowo-Folwark
- Zdręby

## Aangrenzende gemeenten
Filipów, Olecko, Raczki, Suwałki, Wieliczki